# Замерн
Замерн (нім. Samern) — громада в Німеччині, розташована в землі Нижня Саксонія. Входить до складу району Графство Бентгайм. Складова частина об'єднання громад Шютторф.
Площа — 25,99 км2. Населення становить 799 ос. (станом на 31 грудня 2021).